# Lysandra altica
Lysandra altica är en fjärilsart som beskrevs av Neust. Lysandra altica ingår i släktet Lysandra och familjen juvelvingar. Inga underarter finns listade i Catalogue of Life.